# Герб Золотоніського району
Герб Золотоніського району — офіційний символ Золотоніського району, затверджений 15 листопада 2000 р. рішенням сесії районної ради.

## Опис
Щит перетятий понижено шиповидно. На верхньому зеленому полі пурпуровий щиток, на якому золотий лапчастий хрест із сяйвом; на золотій базі дві срібні шиповидні балки: ширша та вужча. Щит обрамлено декоративним картушем, увінчаним короною із золотих колосків. Знизу щит огортають дві дубові гілки з жолудями природного кольору, обвиті лазуровою стрічкою з написом "Золотоніський район".